# Gambia Ports Authority FC
Der Gambia Ports Authority Football Club (GPA) (in der Presse oft The Ferry Boys betitelt) ist ein Fußballverein aus Banjul, der Hauptstadt des westafrikanischen Staats Gambia. Er spielt in der höchsten Liga im gambischen Fußball, in der GFA League First Division, und gewann zuletzt in der Saison 2016 die Meisterschaft. Das Team ist die Werksmannschaft der Gambia Ports Authority, der Hafenbehörde in Banjul.

## Geschichte
Der 1973 gegründete Verein gewann schon zwei Jahre später erstmals den nationalen Pokal und nahm anschließend am African Cup Winners’ Cup 1976 teil. Die ersten beiden Meistertitel holte die Mannschaft dann in den Spielzeiten 1983/84 und 1985/86. Mittlerweile konnte der Verein insgesamt sechsmal die Meisterschaft und dreimal den Pokalsieg feiern. International war das Erreichen der 2. Runde bei der CAF Champions League 2007 das beste Ergebnis.

## Erfolge
- Gambischer Meister: 1984, 1986, 1999, 2006, 2010, 2016
- Gambischer Pokalsieger: 1975, 1980, 2007

## Statistik in den CAF-Wettbewerben
| Wettbewerb                    | Runde         | Gegner                   | Hinspiel | Rückspiel         |  |
| ----------------------------- | ------------- | ------------------------ | -------- | ----------------- |  |
|                               |               |                          |          |                   |  |
| African Cup Winners’ Cup 1976 | Qualifikation | Racing Club Kadiogo      | 1:4 (H)  | 1:2 (A)           |  |
| CAF Champions Cup 1983        | Qualifikation | ASC Diaraf               | 0:4 (A)  | 0:2 (H)           |  |
| CAF Champions Cup 1985        | Qualifikation | ASFA Ouagadougou         | w/o      | w/o               |  |
|                               | 1. Runde      | FAR Rabat                | 0:8 (A)  | *                 |  |
| CAF Champions League 2000     | Qualifikation | AS Dragons FC de l’Ouémé | 0:2 (A)  | 1:1 (H)           |  |
| CAF Champions League 2007     | 1. Runde      | Asante Kotoko Kumasi     | 0:1 (A)  | 1:0 (H) 4:3 n. E. |  |
|                               | 2. Runde      | Nasarawa United          | 0:3 (A)  | 2:1 (H)           |  |
| CAF Champions League 2011     | Qualifikation | ASC Diaraf               | 1:1 (A)  | 0:2 (H)           |  |
| CAF Champions League 2017     | Vorrunde      | Séwé Sport               | 1:0 (H)  | 0:0 (A)           |  |
|                               | 1. Runde      | AS Vita Club             | 1:1 (H)  | 0:2 (A)           |  |

- 1985: Der ASFA Ouagadougou zog seine Mannschaft nach der Auslosung aus dem Wettbewerb zurück.
- 1985: Nach der deutliche Auswärtsniederlage bei FAR Rabat verzichtete der Verein auf das Rückspiel.

## Ehemalige Spieler
- Demba Savage (2003–2005)
- Tijan Jaiteh (2005–2006)
- Sanna Nyassi (2005–2007)
- Mustapha Jarju (2006–2007)
- Sainey Nyassi (2006–2007)
- Pa Modou Jagne (2006–2008)
- Abdou Rahman Dampha (2007–2009)
- Saloum Faal (2012)

## Ehemalige Trainer
- Alagie Sarr (2006–2007)